# Forces armées de la fédération de Russie
Pour les articles homonymes, voir Armée russe.

Emblème des Forces armées russes.

Les forces armées de la fédération de Russie (en russe : Вооружённые силы Российской Федерации, Vooroujionnye sily Rossiïskoï Federatsii) constituent la puissance militaire de la fédération de Russie.
Les forces armées de la fédération de Russie sont créées dans leur forme actuelle le 7 mai 1992 sur la base des anciennes forces armées de l'Union soviétique stationnées sur le territoire russe, des groupes de forces à l'étranger ainsi que certaines unités situées sur le territoire des anciennes républiques soviétiques.
La Russie est la deuxième puissance militaire du monde après les États-Unis selon le classement GFP. La Russie possède le plus important arsenal de têtes nucléaires au monde,,,. Le budget de l'armée russe est le quatrième mondial derrière l'Inde. Bénéficiant d'une expérience opérationnelle presque ininterrompue depuis ses 2014, l'armée de terre russe est l'une des grandes organisations militaires dont la puissance croit et se réforme le plus vite actuellement dans le monde. Au-delà des objectifs stratégiques qui lui avaient été fixés, ses engagements en Syrie et en Ukraine ont clairement été conçus comme de grands champs d'expérimentation et d'apprentissage, sur différents modes de déploiement, en appui de la transformation profonde entamée en 2008. Les dernières années laissent apparaître un processus d'évolution des forces armées russes très différent de celui des forces terrestres occidentales.

## Historique

### Une armée héritée de l'Union soviétique (1991-2000)
En 1991, la Russie hérite de l'URSS d'une armée détériorée et dépassée qui encaisse de surcroît les problèmes qui suivront la chute de l'Union soviétique : terribles problèmes d’abandon, fuite du corps dirigeant, panne du système de conscription, corruption effrénée et inefficacité répandue dans nombre d’unités.
| Équipement militaire  | Union soviétique | Fédération de Russie |
| --------------------- | ---------------- | -------------------- |
| Chars                 | 20 725           | 10 333               |
| Pièces d'artillerie   | 13 938           | 7 719                |
| Véhicules blindés     | 29 890           | 16 589               |
| Avions de combat      | 6 611            | 4 161                |
| Hélicoptères          | 1 481            | 1 035                |
| Total des équipements | 72 645           | 39 837               |

La première guerre de Tchétchénie où l'armée russe s'est enlisée en 1994 est l'illustration d'un manque d'efficacité de cette armée du fait d'une mauvaise organisation, du manque d’entraînement et de soutien logistique entre autres.
L’utilisation massive et aveugle de la puissance de feu témoigne d'un manque d'adaptation aux conflits insurrectionnels.
Pendant deux ans, la première guerre de Tchétchénie a monopolisé l'attention et les ressources de l'armée, entraînant un épuisement financier et minant le moral des soldats, déjà précaire. Cette situation a également exacerbé la frustration de la population. La seconde guerre de Tchétchénie, entamée en 1999, a été mieux gérée par la Russie mais n'a pas abouti à une victoire nette.

### Une armée progressivement modernisée sous Vladimir Poutine (2000 - 2022)
Quand Vladimir Poutine accède au Kremlin en 2000, l'armée russe est plus ou moins dans le même état qu'en 1991, manque d'équipement militaire neuf et peu de modernisation a eu lieu.

La possession d'un arsenal nucléaire reste cruciale pour la Russie dans sa revendication de sa position de grande puissance, et l'arme nucléaire continue de jouer un rôle central dans la doctrine militaire russe.
 En 2007, Sergeï Ivanov a présenté un plan de financement ambitieux pour permettre à la Russie de maintenir sa capacité de dissuasion nucléaire tout en développant ses forces conventionnelles. Ce plan de huit ans, d'une valeur de 189 milliards de dollars, incluait des missiles intercontinentaux (ICBM), des porte-avions et des radars d'alerte avancée, avec l'objectif de fournir à la Russie les moyens nécessaires pour les "guerres du futur". En 2007, le budget de défense de la Russie s'élevait à 31 milliards de dollars, soit quatre fois plus qu'en 2001 (8 milliards).
Depuis une dizaine d'années, l'armée russe essaie de moderniser ses forces, pour autant de grosses faiblesses demeurent par manque de budget dû à différentes difficultés (crise, sanctions économiques etc.)
Les unités terrestres ont été divisées par deux, cependant certaines troupes comme les troupes aéroportées ont été renforcées et revalorisées. Les exercices militaires ont été plus nombreux et le budget équipement et modernisation est passé d'environ 5,5 milliards d'euros à 25 milliards.
Malgré tout, de nombreuses faiblesses demeurent. Concernant l'armée de terre, la Russie a acquis, il y a peu de temps, une nouvelle génération de chars, le T-14 Armata, cependant celui-ci serait très cher et seulement 100 exemplaires auraient été construits. De ce fait cela oblige l'armée russe à utiliser des chars d'ancienne génération comme les T-90 à 700 exemplaires environ (qu'il est d'ailleurs question de moderniser).
Concernant l'armée de l'air, la fiabilité des moteurs des chasseurs russes montre des faiblesses persistantes, de plus des accidents sont régulièrement à signaler. L’aéronavale a perdu plusieurs de ses chasseurs depuis une année par accidents.

### Une armée considérablement affaiblie par la guerre en Ukraine (2022 - aujourd'hui)
L'armée russe subit d'importantes pertes lors de l'invasion de l'Ukraine en 2022 notamment du fait du soutien militaire massif apporté à l'Ukraine. La Russie tente de compenser les pertes humaines par la mobilisation partielle mais peine à remplacer les pertes matérielles.
Selon l'International Institute for Strategic Studies (IISS), en février 2023, environ la moitié de ses chars T-72B3 et T-72B3M et nombre de ses T-80 ont été perdus, si bien que l'armée russe a dû mettre en service du matériel plus ancien pour compenser ces pertes. La Russie aurait également perdu 6 à 8 % de ses avions de combat tactique, mais les pertes atteignent 10 à 15 % sur certains types d'appareils.
|                                                        | Pertes russe au 10 avril 2023 |
| Équipements                                            | Russie et alliés (10 018)     |
| Chars                                                  | 1 929                         |
| Véhicules blindés de combat                            | 828                           |
| Véhicules de combat d'infanterie                       | 2 289                         |
| Véhicules blindés de transport de troupes              | 304                           |
| Véhicules blindés de haute protection contre les mines | 44                            |
| Véhicules de transport de troupes                      | 189                           |
| Postes de commandement et postes de communication      | 240                           |
| Véhicules et équipements du génie                      | 298                           |
| Systèmes de missiles antichars automoteurs             | 37                            |
| Véhicules et équipements de soutien d'artillerie       | 97                            |
| Artillerie tractée                                     | 194                           |
| Artillerie automotrice                                 | 383                           |
| Lance-roquettes multiples                              | 192                           |
| Canons antiaériens                                     | 17                            |
| Canons antiaériens automoteurs                         | 24                            |
| Systèmes de missiles sol-air                           | 104                           |
| Radars et équipements de communication                 | 30                            |
| Moyens de brouillage radar                             | 31                            |
| Aéronefs                                               | 79                            |
| Hélicoptères                                           | 81                            |
| Drones de combat                                       | 7                             |
| Drones de reconnaissance                               | 203                           |
| Trains logistiques                                     | 6                             |
| Camions, autres véhicules dont tout-terrain            | 2 409                         |
| Navires de guerre                                      | 12                            |

## Organisation générale
Dans l'organisation soviétique, le ministère de la Défense avait un rôle administratif, la planification des opérations étant assurée par le chef de l'État-major général, ayant sous ses ordres un commandant-en-chef des forces terrestres. Maintenant, le ministre assure de plus en plus le commandement effectif des forces armées. Tout comme dans la plupart des pays du monde, c'est le chef d'État russe qui est le commandant suprême des forces armées.
Un nouveau centre de contrôle de la défense nationale a été construit entre mai 2013 et décembre 2014 le long de la rivière Moskova, à un peu plus de deux kilomètres au sud du Kremlin de Moscou.

### Commandant en chef
De par l'article 87 de la Constitution russe, le Président de la fédération de Russie est le commandant en chef suprême des Forces armées. Il a la décision finale quant à une intervention ou implication militaire de son pays, et décide d'une éventuelle attaque nucléaire.

### Ministère de la Défense
Le ministère de la Défense de la fédération de Russie est le ministère qui exerce la direction administrative et opérationnelle sur les Forces armées de la fédération de Russie. Il a succédé au Ministère soviétique de la Défense lors de l'effondrement de l'Union soviétique.

### État-Major général
L’État-major général des forces armées de la fédération de Russie est l'institution centrale gérant l'administration, les opérations et la logistique des forces armées russes. Il est appelé « général » pour le différencier des autres états-majors sous ses ordres. Le chef de l'État-major général travaille sous l'autorité du gouvernement, notamment du ministre de la Défense (presque toujours un militaire), lui-même aux ordres du commandant en chef, le président de la fédération de Russie.

## Branches des forces armées russes
Les forces armées de la fédération de Russie sont divisées en trois branches principales et en trois services indépendants dont voici les effectifs en 2020 :

### Les branches principales
- Les forces terrestres : environ 280 000 militaires. La fédération de Russie a reçu 85 % des unités militaires et des matériels des anciennes forces terrestres soviétiques.
- Les forces aérospatiales : environ 165 000 militaires, elles regroupent les forces aériennes et les forces spatiales. La Russie a reçu 65 % du personnel et 40 % des aéronefs des anciennes forces aériennes soviétiques.
- La marine : environ 150 000 à 160 000 militaires. Elle est le successeur de la marine soviétique.

### Les trois services indépendants
- Les Forces des missiles stratégiques : environ 50 000 militaires contre 60 000 en 2015[13].
- Les troupes aéroportées : environ 45 000 militaires[14].
- Les forces d'opérations spéciales : 17 000 à 20 000 militaires.

### Forces terrestres

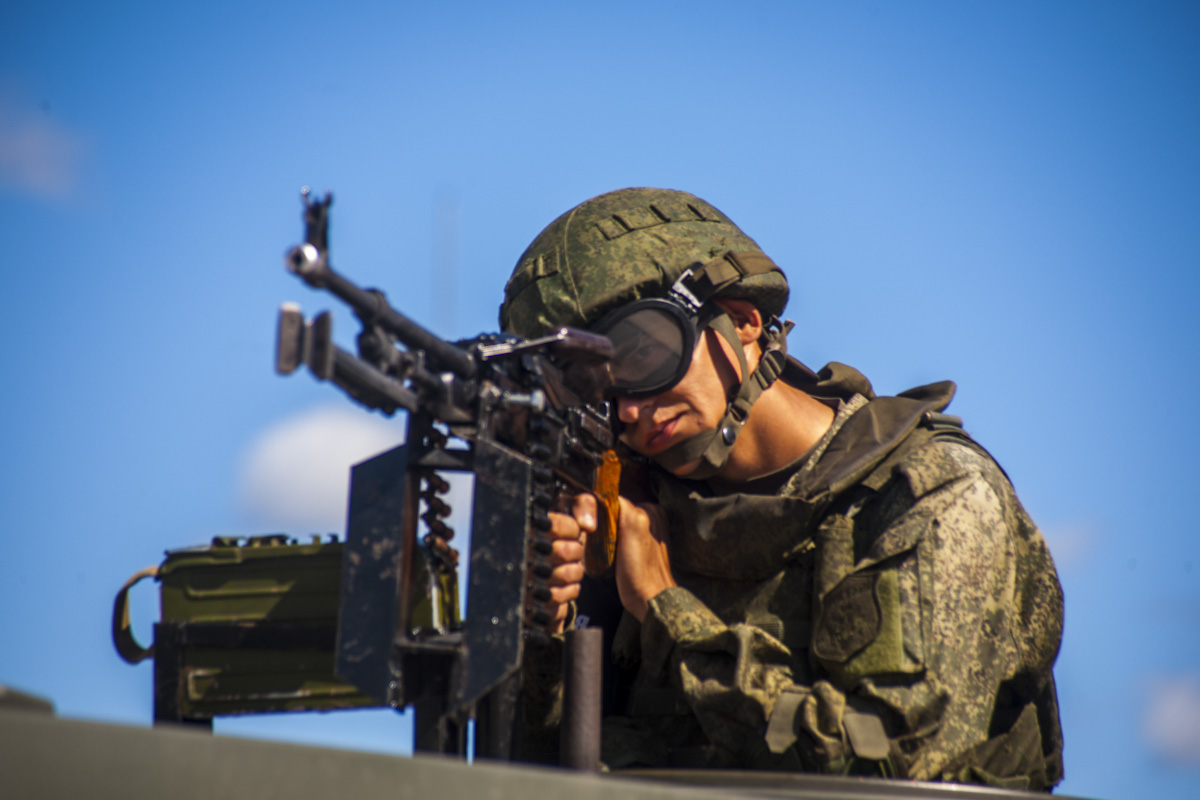
Formation spéciale de la police militaire du district militaire ouest (village de Mulino, oblast de Nijni Novgorod).

Les forces terrestres russes regroupent les unités de fusiliers motorisés, de chars, de missiles et d'artillerie, de défense aérienne terrestres, de reconnaissance, du génie, de protection NBC et de transmission.
En 2006, les forces terrestres comptaient 395 000 hommes répartis entre 3 divisions blindées, 16 divisions de fusiliers motorisés et 6 divisions « mitrailleuse artillerie ». répartis entre trois divisions de chars (le nom russe pour les divisions blindées), seize divisions de fusiliers motorisés (d'infanterie mécanisée) et six divisions de mitrailleuses et d'artillerie (statiques). L'organisation qui comptait quatre niveaux de commandement (district, armée, division et brigade) a été simplifiée en ne conservant que trois (commandement stratégique, armée et brigade) lors de la réforme de 2008-2010, avec l'objectif de supprimer complètement l'échelon division transformé en autant de brigades. Le remplacement de Serdioukov par Choïgou à la tête du ministère en 2012 correspond à un retour en arrière, avec gonflement des effectifs, plusieurs divisions étant recrées : en 2013, les 2e de fusiliers et 4e de chars ; en 2016, les 3e de fusiliers, 42e de fusiliers, 90e de chars, 144e de fusiliers et 150e de fusiliers ; en 2018, la 127e de fusiliers ; en 2020, les 19e de fusiliers et 18e de fusiliers ; en 2021, la 20e de fusiliers ; en 2022, la 47e de chars.
En 2021, les forces terrestres sont constituées de :
- 8 divisions de fusiliers motorisés ;
- 2 divisions de chars ;
- 1 division de mitrailleuses et d'artillerie ;
- 4 bases militaires ;
- 26 brigades de fusiliers motorisés ;
- 2 brigades de chars ;
- 13 brigades d'artillerie ;
- 4 brigades de fusées et d'artillerie ;
- 11 brigades de missiles ;
- 19 brigades de contrôle et communication ;
- 5 brigades de protection ;
- 5 brigades de guerre électronique ;
- 15 brigades anti-aériennes ;
- 2 brigades de reconnaissance ;
- 4 brigades du génie ;
- 10 brigades logistiques ;
- 1 brigade de police militaire.

### Forces aérospatiales
Les forces aérospatiales russes ont été créées le 1er août 2015 et placées sous le commandement du colonel général Alexandre Zeline. Elles regroupent l'armée de l'air (VVS), la défense anti-aérienne et antimissile (Voyska PVO) et les forces spatiales (VKS).

### Marine russe

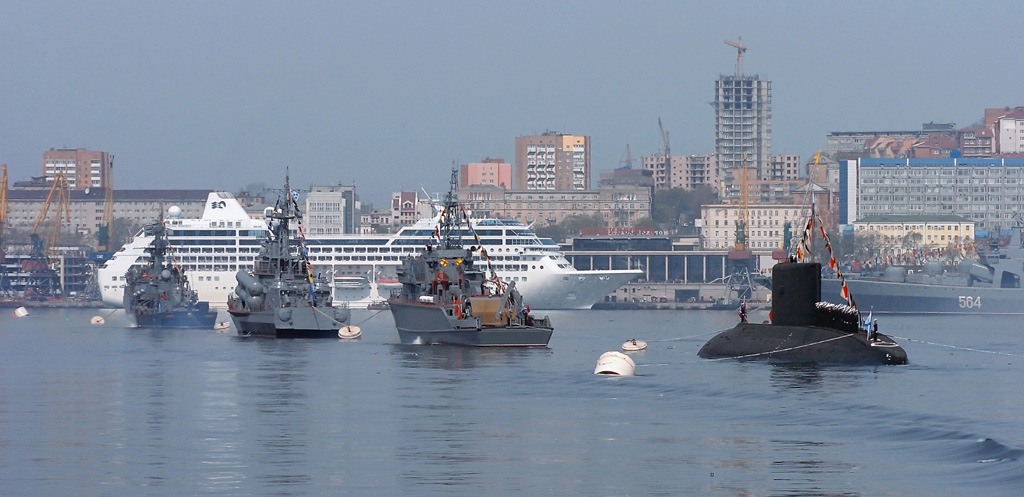
Revue navale célébrant le de la flotte du Pacifique, le 22 mai 2006.

La Marine russe, dont le quartier général est à Saint-Pétersbourg depuis le 31 août 2012, est divisée en quatre flottes et une flottille :
- la flotte de la Baltique ;
- la flotte du Pacifique ;
- la flotte du Nord ;
- la flotte de la mer Noire ;
- la flottille de la Caspienne.

### Potentiel nucléaire

#### Troupes de missiles stratégiques
Composante terrestre de la force de dissuasion.
La Russie est l'un des sept pays reconnus officiellement comme possédant l'arme nucléaire et dispose du plus vaste et plus puissant arsenal nucléaire au monde.
Voici le tableau récapitulatif de l'avancée du Memorandum of Understanding (MOU) de START-1 en septembre 1990, janvier 2008, janvier 2009 et juillet 2009.
| Date                         | ICBM, SLBM et bombardiers lourds | ICBM lourds | Ogives (ICBM, SLBM et bombardiers lourds) | Ogives (ICBM et SLBM) | Ogives (ICBM sur lanceurs mobiles) | Ogives (ICBM lourds) | Puissance (ICBM et SLBM) (Mt) |
| ---------------------------- | -------------------------------- | ----------- | ----------------------------------------- | --------------------- | ---------------------------------- | -------------------- | ----------------------------- |
| Limites imposées par START-1 |                                  |             |                                           |                       |                                    |                      |                               |
| 31 juillet 1991              | 1 600                            | 154         | 6 000                                     | 4 900                 | 1 100                              | 1 540                | 3 600                         |
| Union soviétique / Russie    |                                  |             |                                           |                       |                                    |                      |                               |
| 1er septembre 1990           | 2 500                            | 308         | 10 271                                    | 9 416                 | 618                                | 3 080                | 6 626,3                       |
| 1er janvier 2008             | 848                              | 104         | 4 147                                     | 3 515                 | 207                                | 1 040                | 2 373,5                       |
| 1er janvier 2009             | 814                              | 104         | 3 909                                     | 3 293                 | 195                                | 1 040                | 2 301,8                       |
| 1er juillet 2009             | 809                              | 104         | 3 897                                     | 3 289                 | 191                                | 1 040                | 2 297,0                       |

## Districts militaires

Les cinq régions militaires russes depuis décembre 2014:
Commandement stratégique opérationnel ouest
Commandement stratégique opérationnel Sud
Commandement stratégique opérationnel de la flotte du Nord
Commandement stratégique opérationnel centre
Commandement stratégique opérationnel est

Depuis décembre 2014, il existe cinq districts militaires en Russie chacun sous un commandement stratégique opérationnel :
- le commandement stratégique opérationnel ouest ;
- le commandement stratégique opérationnel sud ;
- le commandement stratégique opérationnel centre ;
- le commandement stratégique opérationnel est ;
- et le commandement stratégique opérationnel de la flotte du Nord.

Entre le 20 octobre 2010 et décembre 2014, il y en avait quatre et avant le 20 octobre 2010, il en y avait six :
- le district militaire de Moscou (Московский, Moskovski) ;
- le district militaire de Léningrad (Ленинградский, Leningradski) ;
- le district militaire du Caucase du Nord (Северо-Кавказский, Severo-Kavkazski) ;
- le district militaire Volga-Oural (Приволжско-Уральский, Privoljsko-Ouralski) (il inclut la 15e brigade de fusiliers motorisés, qui a participé à l'exercice « Normandie-Niemen 07 » en avril 2007 avec la 1re brigade mécanisée)[22] ;
- le district militaire sibérien (Сибирский, Sibirski) ;
- le district militaire d'Extrême-Orient (Дальневосточный, Dalnevostotchny).

Il existait aussi une région militaire spéciale de Kaliningrad, sous l'autorité de la flotte de la Baltique[réf. souhaitée].

## Effectifs
Les effectifs de l’armée russe ont connu des réductions drastiques depuis la fin du régime soviétique. Forte de 5,2 millions d'hommes en 1989, l'armée russe n'en dispose plus que d' 1,5 million en 1996 et seulement 766 000 en 2013. Environ un quart des effectifs sont officiers (cadres), le reste se composant d'engagés volontaires sous contrat et de conscrits. La Russie a entamé avec les réformes, une large professionnalisation de l'armée dans le but de se rapprocher d'un modèle occidental.
Un décret signé par le Président Vladimir Poutine le 25 août 2022, prévoit un effectif de 2 039 758 hommes dont 1 150 628 militaires au 1er janvier 2023 soit une hausse de 137 000 hommes par rapport à 2022. Le 21 décembre, le ministre de la défense Sergueï Choïgou, annonce la nécessité d'atteindre le nombre d'1,5 million de militaires russes soit 350 000 hommes supplémentaires au regard de l'objectif initial d'1,15 million fixé en août 2022. Il propose également d’augmenter l’âge limite du service militaire. Vladimir Poutine lui donne son accord et indique : « Nous n’avons aucune limitation de financement. Le pays et le gouvernement donneront tout ce que l’armée demandera »,.
En décembre 2023, Vladimir Poutine signe un nouveau décret pour augmenter de 15% le nombre de soldats de l'armée russe. Ainsi l'armée comportera 2,2 millions de membres, avec 1,32 million de soldats. L'augmentation des effectifs doit s'effectuer avec des engagements volontaires, aucune nouvelle « mobilisation n'est prévue ».

## Budget
La présidence de Boris Eltsine est marquée par des budgets extrêmement réduits, outre la crise économique suivant la dislocation de l’URSS, celui-ci craignant un possible coup d’État de l'appareil militaire ex-communiste. Quand Vladimir Poutine arrive au pouvoir, il est urgent de remplacer un matériel devenu obsolète.
Moscou a réservé, en 2010, un budget de la défense estimé à 1 953 milliards de roubles, soit 44 milliards d'euros.
En 2012, quelques jours avant les élections présidentielles du 4 mars, le Premier ministre Poutine annonce un vaste plan de modernisation des Forces armées russes, pour plus de 500 milliards d'euros lors de la décennie à venir. Le budget en 2013 est annoncé à 2 346 milliards de roubles (près de 59 milliards d’euros), soit une hausse de 25,8 % comparé à 2012. La progression sera ensuite de 18,2 % en 2014 et de 3,4 % en 2015.
En 2013, ce budget est comparable à celui de la France et demeure le dixième de celui que les États-Unis consacrent à leur défense.
La réalité montre néanmoins que les contraintes économiques liées notamment à la baisse des cours du gaz en 2015 ont un effet sur le budget militaire.
Le budget de la défense 2016, annoncé en novembre 2015, est de 3 145 milliards de roubles soit 3,4 % du PNB prévu.
En 2019, le budget militaire est en baisse et se situe à la sixième place mondiale, après les États-Unis, la Chine, l'Arabie saoudite, l'Inde et la France.
| Drapeau de la Russie |
| 2K12 Kub (400 units) |

| Drapeau de la Russie        |
| ZSU-23-4 Shilka (350 units) |

| Drapeau de la Russie     |
| BM-30 Smerch (100 units) |

| Drapeau de la Russie                  |
| S-300 Antey-300/S-300V4 (2,000 units) |

| Drapeau de la Russie       |
| K-612-O/KDKhR-1N (nuclear) |

| Drapeau de la Russie             |
| 9S932T-1 Barnaul-T (air defense) |

| Drapeau de la Russie |
| BMO-T                |

| Drapeau de la Russie          |
| 9P149 Shturm-S/SM (900 units) |

| Drapeau de la Russie |
| 2S19                 |

| Drapeau de la Russie |
| Buk-M3               |

| Drapeau de la Russie      |
| RPM-2 (Armoured chemical) |

| Drapeau de la Russie      |
| BRM-3K "Rys" (1500 units) |

| Drapeau de la Russie |
| T-72 (7,000 units)   |

| Drapeau de la Russie |
| T-90 (370 units)     |

| Drapeau de la Russie |
| BMP-3 (620 units)    |

| Drapeau de la Russie |
| BMP-2 (4,500 units)  |

| Drapeau de la Russie |
| TOS-1 (30 units)     |

| Drapeau de la Russie  |
| 2S7M Malka (60 units) |

| Drapeau de la Russie |
| BTR-90 (6,000 units) |

| Drapeau de la Russie |
| MT-LB (4,000 units)  |

| Drapeau de la Russie |
| BPM-97 (5,500 units) |

| Drapeau de la Russie           |
| Iskander-M Missile (302 units) |

| Drapeau de la Russie       |
| BTR-82A (Over 1,000 units) |

| Drapeau de la Russie |
| T-80 (450 units)     |

## Doctrine militaire
La doctrine militaire de la fédération de Russie est héritière de la réforme organisée par Mikhaïl Frounze à la fin des années 1920 : une armée populaire permanente destinée à protéger le pays des agressions extérieures. Depuis 2005, cette doctrine est en cours de révision sous l'autorité du général Makhmout Gareev. Les menaces ne seraient plus les armées contre-révolutionnaires mais :
- l'instabilité de certains États déchirés par des conflits ethniques ;
- l'aventurisme militaire des États-Unis à la recherche de ressources énergétiques[34].

Les Forces armées devraient donc être capables, non seulement de défendre la patrie, mais aussi de peser dans le monde comme arbitre géopolitique en évitant tout affrontement direct avec les États-Unis.
La nouvelle doctrine militaire russe, adoptée le 21 avril 2000, multipliant les références à la guerre du Kosovo, évoque abondamment l’ensemble des facteurs qui ont provoqué la dégradation des perceptions que les responsables russes ont de l’Occident. Néanmoins, la Tchétchénie et les instabilités dans la périphérie sud de la Russie sont également présentes dans la doctrine.
L'Armée russe est structurellement à l'heure de la modernisation par la professionnalisation de son contingent, et donc à la diminution globale de ses effectifs. De 4 à 5,3 millions de soldats et officiers dans les années 1980, elle passe à 2,1 millions en 1994, 850 000 en 2003, et 1 027 000 en 2006.
En 2007, 50 % des sergents et recrues sont ainsi professionnalisés. Il est prévu qu'un quart des effectifs soient placés sous contrat en 2008. Cette réforme concerne également l'organisation des académies militaires : de 79 écoles en 2004, 57 seulement seront ouvertes en 2008 avec une tendance à la spécialisation pour retenir les jeunes officiers.

## Bases et garnisons russes à l'étranger (2020)
La plupart des bases et installations militaires ne se trouvant pas sur le territoire de la Russie sont situées dans les anciennes républiques soviétiques ainsi qu'en Syrie.
- Abkhazie : la 7e base militaire russe ;
- Arménie : la 102e base militaire russe ;
- Azerbaïdjan : le contingent de maintien de la paix russe dans la région du Haut-Karabagh ;
- Biélorussie : la station radar Volga, le 43e centre de communication de la marine russe et la base aérienne de Baranavitchy ;
- Kazakhstan : le polygone d'essais de Sary Chagan, le cosmodrome de Baïkonour reste loué par la Russie mais est désormais placé sous administration civile.
- Kirghizistan : la base aérienne de Kant, la 954e base d'essais pour les armes anti-sous-marines de la marine russe, le 338e centre de communication de la marine russe et une station sismique des forces de fusées stratégiques ;
- Moldavie : le Groupe opérationnel des forces russes en Transnistrie ;
- Syrie : le 720e point logistique de la marine russe, le groupe d'aviation des forces aérospatiales russes en Syrie et le centre pour la réconciliation des belligérants et le contrôle des mouvements de réfugiés ;
- Tadjikistan : la 201e base militaire russe et le complexe opto-électronique de détection d'objets spatiaux Okno ;
- Ossétie du Sud-Alanie : la 4e base militaire russe.

## Exercices et manœuvres
L'armée russe participe activement à des manœuvres, tant à l'intérieur de ses frontières (Mobilité 2004 ou Centre 2006), qu'à l'étranger (Mission de paix 2005, Bouclier de l'union 2006).
Depuis quelque temps, l'Armée de l'air a recommencé ses patrouilles qui avaient cessé dans les années 1990. On a ainsi pu voir des bombardiers Tu-160 et Tu-95 au-dessus de l’Atlantique et du Pacifique. Deux Tu-160 ont participé aux manœuvres communes au Venezuela en 2008.